# (54522) Ménechme
(54522) Ménechme, désignation internationale (54522) Menaechmus, est un astéroïde de la ceinture principale.

## Description
(54522) Ménechme est un astéroïde de la ceinture principale. Il fut découvert par Stefano Sposetti le 23 août 2000 à Gnosca. Il présente une orbite caractérisée par un demi-grand axe de 3 UA, une excentricité de 0,0817 et une inclinaison de 8,977° par rapport à l'écliptique.
Il fut nommé en hommage au mathématicien et géomètre grec Ménechme (380-320 av. J.-C.).

## Compléments